# 利諾湖
53°16′03″N 13°16′41″E / 53.2676°N 13.2780°E

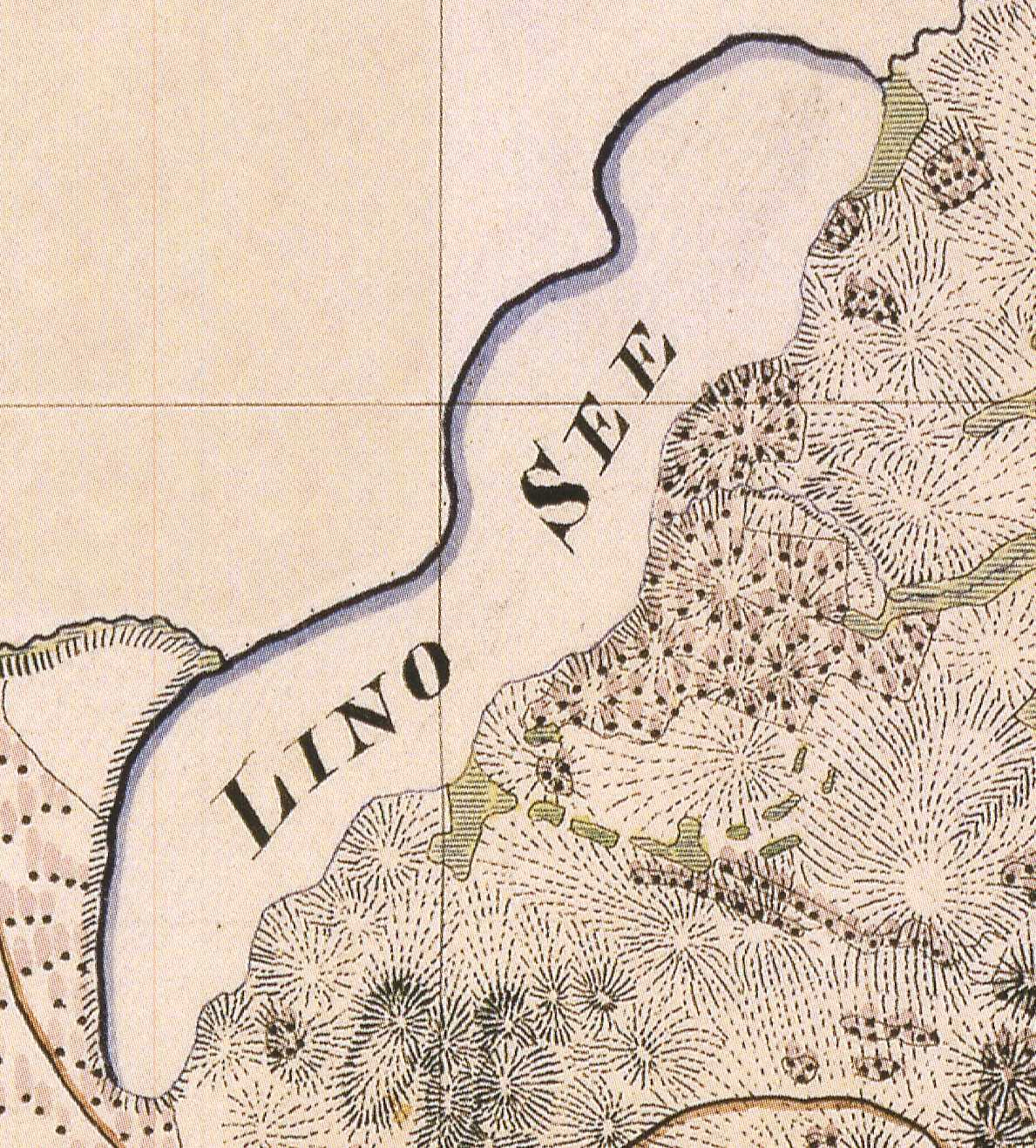

利諾湖（德語：Linowsee），是德國的湖泊，位於該國西南部，由勃蘭登堡州負責管轄，處於烏克馬克縣，長2.4公里、寬0.3公里，面積0.47平方公里，海拔高度67米。